# Cambridge (Wisconsin)
Cambridge es una villa ubicada en el condado de Jefferson en el estado estadounidense de Wisconsin. En el Censo de 2010 tenía una población de 1.457 habitantes y una densidad poblacional de 391,2 personas por km².

## Geografía
Cambridge se encuentra ubicada en las coordenadas 43°0′24″N 89°1′17″O / 43.00667, -89.02139. Según la Oficina del Censo de los Estados Unidos, Cambridge tiene una superficie total de 3.72 km², de la cual 3.71 km² corresponden a tierra firme y (0.49%) 0.02 km² es agua.

## Demografía
Según el censo de 2010, había 1.457 personas residiendo en Cambridge. La densidad de población era de 391,2 hab./km². De los 1.457 habitantes, Cambridge estaba compuesto por el 96.77% blancos, el 0.89% eran afroamericanos, el 0.27% eran amerindios, el 0.48% eran asiáticos, el 0% eran isleños del Pacífico, el 0.48% eran de otras razas y el 1.1% pertenecían a dos o más razas. Del total de la población el 1.72% eran hispanos o latinos de cualquier raza.

## Personajes ilustres
Matt Kenseth, campeón de la NASCAR Cup Series en 2003 y ganador de las 500 Millas de Daytona en 2009 y 2012.